# 萨马尔·阿米尔
萨马尔·阿米尔·易卜拉欣·哈姆扎（阿拉伯语：‎，1995年4月4日—）是一名埃及角力運動員，主攻女子自由式75公斤級項目。她曾獲得非洲角力錦標賽女子自由式75公斤級冠軍。

## 外部連結
- International Wrestling Datbase